# مساعد اليافي
السيد مساعد بن مصطفى بن محمد أبو النصر بن عمر العبدلي الحسيني اليافي (1303 – 1363هـ الموافق 1886 – 1943م) هو من المشاركين في حركة اليقظة العربية الحديثة.

## سيرته
ولد في طرابلس الشام وتعلم بها في معهد (الفرير) وانتقل إلى مصر، فعمل في دار (المنار) وعين بوظيفة مالية في حكومة السودان (سنة 1910 - 12) وعاد إلى القاهرة، فتولى الترجمة في جريدة (المؤيد) مدة عامين. ترجم عن الفرنسية كتاب ”الغارة على العالم الإسلامي”.
بعد انتهاء الحرب العالمية الأولى دعي إلى مكة وعين وكيلاً للخارجية في الحكومة الحجازية. وكان يجيد اللغات الفرنسية والإيطالية والإنجليزية. ثم عاد من مكة إلى مصر وعمل في التجارة فأضاع ماله.
انتقل بعدها إلى البرازيل عام 1921م حيث درس اللغة العبرية ونشر أبحاثا فضح فيها أسرار الحركة الصهيونية، وذكر في رسالة خاصة بعث بها سنة 1923 أنه تجول في أنحاء البرازيل، ووضع كتابا عنها ترجم إلى لغة تلك البلاد.
في عام 1943م، وبينما هو عائد ليلا إلى منزله في مدينة (تيوفيلو أوتوني) من مقاطعة ميناس البرازيلية، طعنه أحد عملاء الصهيونية بخنجر في صدره وأرداه قتيلاً، ووجد في الصباح مضرجا بدمه أمام داره.

## مؤلفاته
- الغارة على العالم الإسلامي، ترجمه مع محب الدين الخطيب، والكتاب من تأليف ألفرد لوشاتلييه صدرت الطبعة الأولى في القاهرة سنة 1350هـ وصدرت الطبعة الثانية في جدة سنة 1387هـ.[4]